# 溫特哈芬村 (加利福尼亞州)
溫特哈芬村（英語：Winterhaven Village）是位於美國加利福尼亞州埃爾多拉多縣的一個非建制地區。該地的面積和人口皆未知。

## 地理
溫特哈芬村的座標為38°43′05″N 120°04′49″W / 38.71806°N 120.08028°W，而該地的平均海拔高度為203米（即666英尺）。